# Sel
Sel ist eine Kommune im norwegischen Fylke Innlandet. Die Kommune hat 5623 Einwohner (Stand: 1. Januar 2025). Verwaltungssitz ist die Stadt Otta.

## Geografie

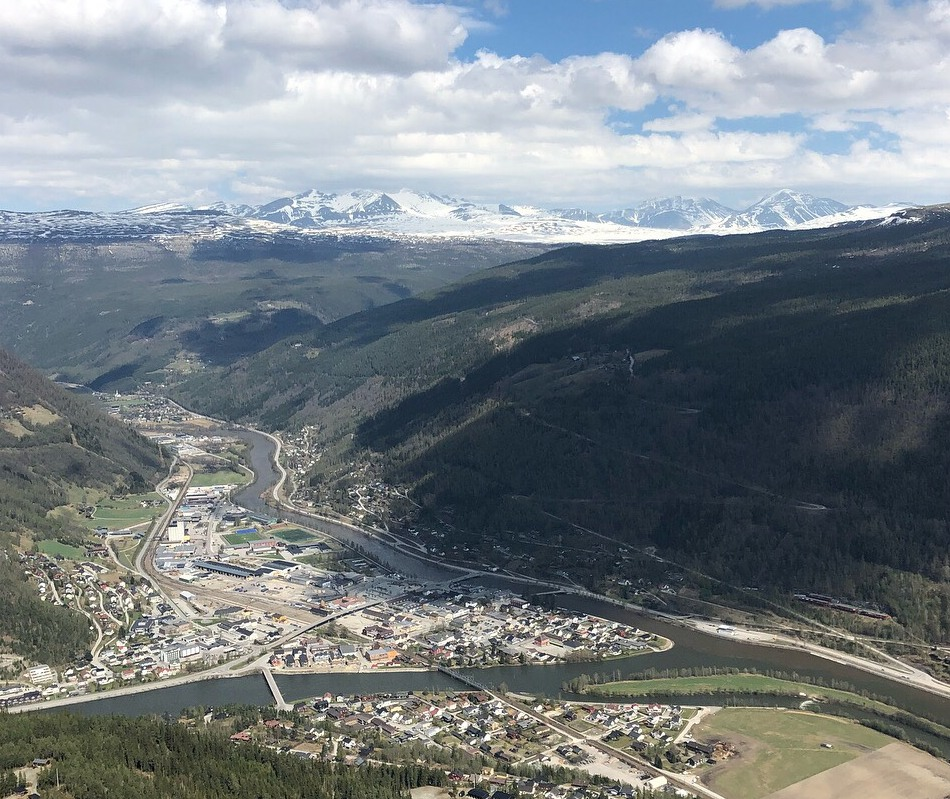
Blick auf Otta

Die Kommune Sel ist Teil der Region Gudbrandsdalen, die vom gleichnamigen Tal geprägt ist. Sel grenzt im Norden an Dovre und Folldal, im Nordosten in einem kürzeren Abschnitt an Sør-Fron, im Südosten an Nord-Fron sowie im Westen an Vågå. Das Tal Gudbrandsdalen, durch das der Lågen fließt, zieht sich von Nordwesten Richtung Südosten durch das Zentrum von Sel. In der Stadt Otta mündet die Otta in den Lågen. Sie fließt aus dem Westen durch das Tal Ottadalen auf den Lågen zu. Weiter südlich, nahe der Grenze zu Nord-Fron, mündet auch die Sjoa aus dem Tal Heidal in den Fluss. Die Gesamtfläche der Kommune beträgt 905,04 km², wobei Binnengewässer zusammen 16,56 km² ausmachen.
Der Norden der Kommune geht in den Gebirgszug Rondane und den Rondane-Nationalpark (norwegisch Rondane nasjonalpark) ein, wo Höhen von über 2000 moh. erreicht werden. Die Erhebung Storronden stellt mit einer Höhe von 2138 moh. den höchsten Punkt der Kommune Sel dar.

## Einwohner
Die Einwohner der Kommune leben hauptsächlich am Ufer des Lågen sowie in den beiden Seitentälern Ottadalen und Heidal. In den 1980er-Jahren begann die Einwohnerzahl zurückzugehen. In der Kommune liegen mehrere sogenannte Tettsteder, also mehrere Ansiedlungen, die für statistische Zwecke als eine städtische Siedlung gewertet werden. Diese sind Otta mit 2322, Bjølstad mit 370 und Sandbumoen mit 241 Einwohnern (Stand: 1. Januar 2024).
Die Einwohner der Kommune werden Selvær genannt. Sel hat wie viele andere Kommunen der Provinz Innlandet weder Nynorsk noch Bokmål als offizielle Sprachform, sondern ist in dieser Frage neutral.
| Jahr          | 1986 | 1990 | 1995 | 2000 | 2005 | 2010 | 2015 | 2020 | 2025 |
| ------------- | ---- | ---- | ---- | ---- | ---- | ---- | ---- | ---- | ---- |
| Einwohnerzahl | 6578 | 6391 | 6338 | 6273 | 6059 | 5999 | 5965 | 5739 | 5623 |

## Geschichte

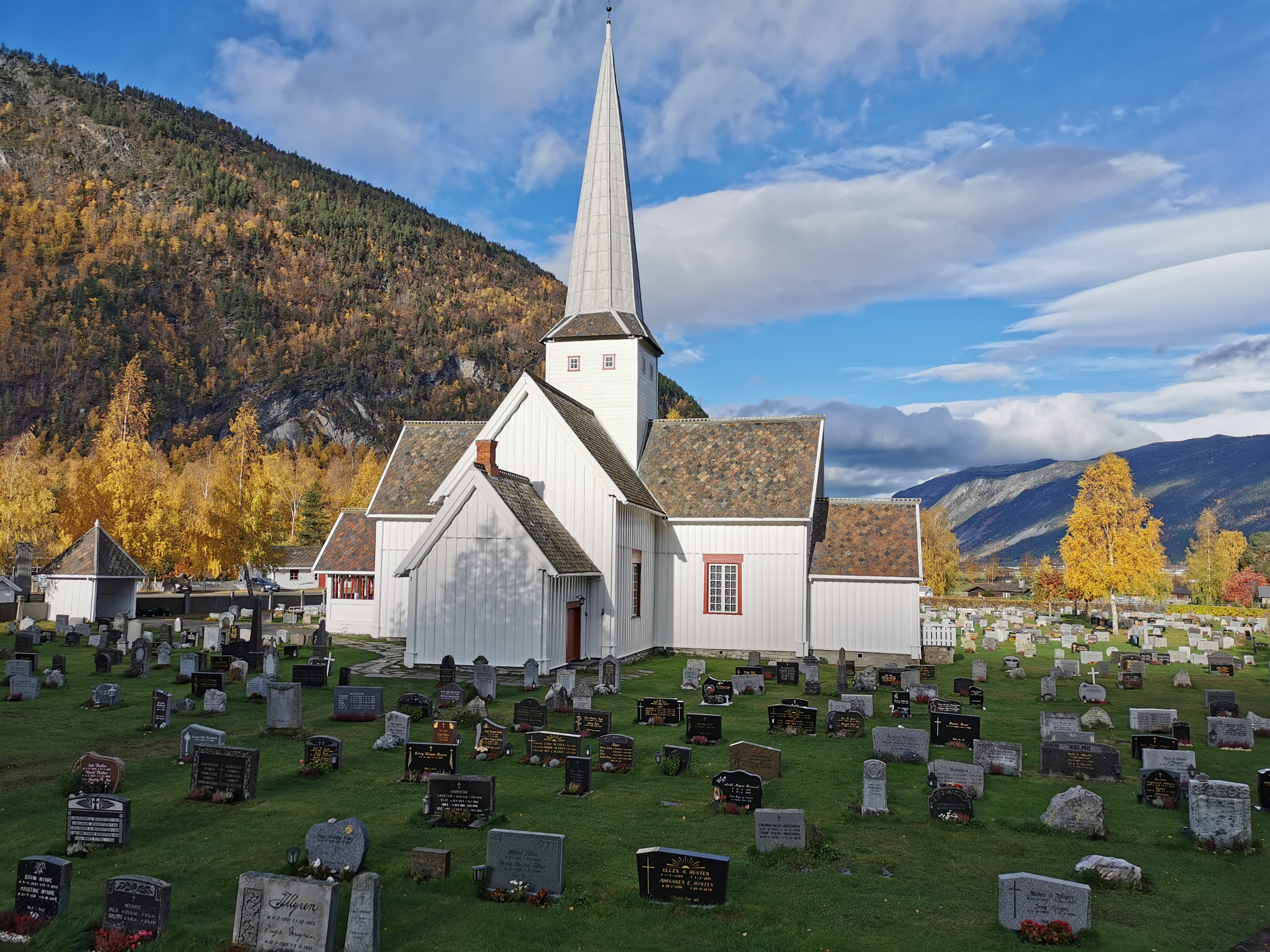
Sel kirke

Die Kommune Sel entstand zu Beginn des Jahres 1908, als die Kommunen Heidal und Sel von Vågå abgespalten wurden. Sel hatte bei seiner Gründung 2287 Einwohner. Zum 1. Januar 1965 wurden Heidal mit 1731 Einwohnern sowie ein von 413 Personen bewohntes Gebiet der Kommune Nord-Fron und ein von 35 Personen bewohntes Gebiet der Kommune Vågå nach Sel eingemeindet. Sel hatte vor den Eingemeindungen 3687 Einwohner. Die Stadt Otta erhielt im Jahr 2000 durch einen Beschluss des Kommunalparlaments von Sel den Stadtstatus. Bis zum 31. Dezember 2019 gehörte Sel dem damaligen Fylke Oppland an. Dieses ging im Zuge der Regionalreform in Norwegen in das zum 1. Januar 2020 neu geschaffene Fylke Innlandet über.
In der Kommune befinden sich drei Holzkirchen. Die Sel kyrkje wurde im Jahr 1742 fertiggestellt und hat einen kreuzförmigen Grundriss. Der Bau der Nord-Sel kyrkje erfolgte im Jahr 1932. Die 1941 fertiggestellte Heidal kyrkje hat wie die Sel kyrkje einen kreuzförmigen Grundriss. Die Kirche ersetzte eine Kirche aus dem Jahr 1754, die 1933 nach einem Blitzeinschlag abbrannte. Das Innere des neuen Kirchgebäudes wurde dem Interieur der Vorgängerkirche nachempfunden.
Sel ist einer der Schauplätze von Sigrid Undsets Romantrilogie Kristin Lavranstochter (1920/22), für den sie den Nobelpreis für Literatur bekam. Die Hauptfigur Kristin Lavranstochter verbringt hier ihre Kindheit.

## Wirtschaft und Infrastruktur

### Verkehr
Parallel zum Lågen verlaufen sowohl die Europastraße 6 (E6) als auch die Dovrebanen. Die E6 stellt Richtung Norden die Verbindung nach Trondheim her, in Richtung Südosten unter anderem zu den Städten Lillehammer und Hamar. In Otta zweigt von der E6 der Riksvei 15 in den Westen ab. Die Straße führt durch das Ottadalen und weiter bis an die norwegische Westküste. Der Bahnhof in Otta wurde im Jahr 1896 geöffnet, als die Bahnlinie zwischen Eidsvoll und Dombås bis nach Otta fertiggestellt wurde. Der Abstand zum Osloer Hauptbahnhof Oslo S beträgt rund 300 Kilometer.

### Wirtschaft

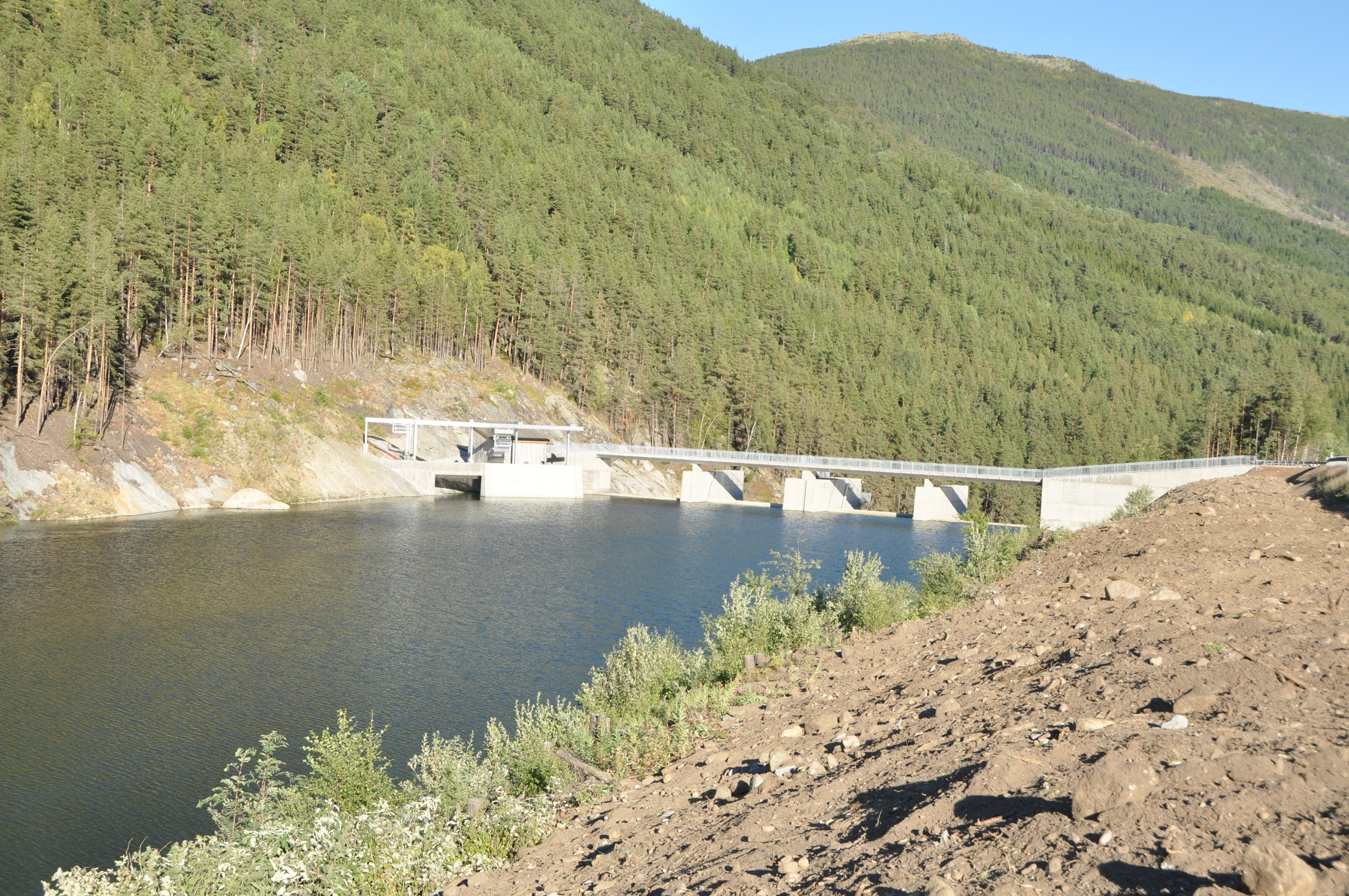
Flusskraftwerk Rosten

Für die Landwirtschaft ist vor allem die Futterproduktion und Tierhaltung typisch, wobei die Almwirtschaft eine in der Kommune verbreitete Form der Landwirtschaft darstellt. Längere Tradition haben in Sel neben der Landwirtschaft auch die Forstwirtschaft, der Tourismus sowie der Abbau und die Veredlung von Speckstein und Schiefer. Die Industriearbeitsplätze basieren größtenteils auf der Holz- und Steinverarbeitung sowie der Produktion von Lebensmitteln. Im Jahr 2021 arbeiteten von rund 2640 Arbeitstätigen etwa 1890 in Sel selbst. Jeweils über 100 Personen pendelten in die Kommunen Vågå und Nord-Fron.
In Sel befinden sich zwei Wasserkraftwerke. Das Rosten-Wasserkraftwerk wird seit 2018 betrieben und hat eine mittlere Jahresproduktion von rund 216 GWh. Für die Stromproduktion wird eine Fallhöhe von rund 104 Metern am Lågen ausgenutzt. Im Jahr 2020 wurde an der Otta das Kraftwerk Nedre Otta in Betrieb genommen. Die dortige durchschnittliche Jahresproduktion beträgt rund 294 GWh und die Fallhöhe zirka 56 Meter.

## Name und Wappen
Das seit 1985 offizielle Wappen der Kommune zeigt auf blauem Hintergrund in Gold eine Frau, die in ein Horn bläst. Das Wappen stellt die Prillarguri dar, eine Frau, die einer Sage nach im Jahr 1612 die Bauern der Region mit einem Prillarhorn über die Ankunft des schottischen Heeres informierte. Der Name der Kommune leitet sich vom altnordischen Begriff sil ab, der für still fließende Fluss- oder Bachabschnitte verwendet wird.

## Persönlichkeiten
- Paul Botten-Hansen (1824–1869), Literaturkritiker, Bibliograph und Bibliothekar